# Scopula timandrata
Scopula timandrata är en fjärilsart som beskrevs av Walker 1861. Scopula timandrata ingår i släktet Scopula och familjen mätare. Inga underarter finns listade.